# 東部底鱂
東部底鱂，為輻鰭魚綱鯉齒目鯉齒亞目底鱂科的其中一種，為溫帶淡水魚，分布於北美洲美國阿拉巴馬州Perdido河至佛羅里達Suwannee河流域，體長可達6公分，棲息在植被生長、泥底質的溪流、池塘，生活習性不明，可做為觀賞魚。

## 擴展閱讀
維基物種上的相關：東部底鱂